# Игриш
Игриш (рум. Igriș) је насељено место у општине Велики Семпетар, округ Тимиш у Румунији. Налази се на надморској висини од 87 м.

## Прошлост
Ту је постојао цистерински манастир који су уништили Татари током најезде 1241. године. Исти је основала супруга угарског краља Беле III, а у њега су дошли монаси из Француске. Игриш је 1541. године постао власништво тамишког префекта Петра Петровића, који је ту поставио српску војну посаду. Турци су већ 1551. године место уништили и оно је запустело.
По "Румунској енциклопедији" у 17. веку обнављају га насељеници, бројни Срби; помиње се као насељено место (1647). У следећем 18. веку више нема много Срба, а доминирају Румуни који се насељавају у два таласа (1715. и након 1750). Срби граничари су масовно отишли у Русији 1751. године.
Јегриш је 1764. године православна парохија у Чанадском протопрезвирату. По аустријском царском ревизору Ерлеру место "Егриш" је 1774. године било у Модошком округу, Чанадског дистрикта. Становништво је било претежно влашко. Када је 1797. године пописан православни клир у месту "Јегриш" су била четири свештеника. Пароси, поп Јован Георгијевић (рукоп. 1784), поп Живан Николајевић (1787), поп Гаврил Георгијевић (1796) и ђакон Василије Путић служили су се сви српским и румунским језиком.

## Становништво
Према попису из 2002. године у насељу је живело 1.202 становника.

### Попис2002.
| Етнички састав према попису из 2002. године‍ | Етнички састав према попису из 2002. године‍ | Етнички састав према попису из 2002. године‍ | Етнички састав према попису из 2002. године‍ | Етнички састав према попису из 2002. године‍ |
| ------------------------------------------- | ------------------------------------------- | ------------------------------------------- | ------------------------------------------- | ------------------------------------------- |
|                                             |                                             |                                             |                                             |                                             |
| Румуни                                      | Румуни                                      |                                             | 960                                         | 80,1%                                       |
| Роми                                        | Роми                                        |                                             | 232                                         | 19,4%                                       |
| Мађари                                      | Мађари                                      |                                             | 6                                           | 0,5%                                        |